# Alexis Simon Belle
Alexis Simon Belle (Paris 12 de Janeiro de 1674 – Paris 21 de novembro de 1734) foi um pintor francês, especializado em retratos da corte.

## Nascimento
Belle era o segundo filho de Jean-Baptiste Belle (nascido antes de 1642, morreu em 1703), também um pintor, e sua esposa Anne (falecida em 1705).
O nascimento e batismo de Belle foram registrados no registro paroquial da igreja de Saint-Sulpice, em Paris, e citados por Le Cabinet de l'amateurde de Le Eugène Piot nos anos de 1861 e 1862:
| “ | No dia 17 de janeiro de 1674 foi batizado Simon-Alexis, filho de Jean Belle, mestre pintor, e de sua esposa Anne Champs, o padrinho Simon-Sourdeval Alexis, filho de Guillaume Sourdeval, a madrinha Marie Mercier, filha de Louis Mercier. A madrinha declarou que não poderia assinar. [Assinatura] Louis Sourdeval, Jean Belle. | ” |

## Vida e família

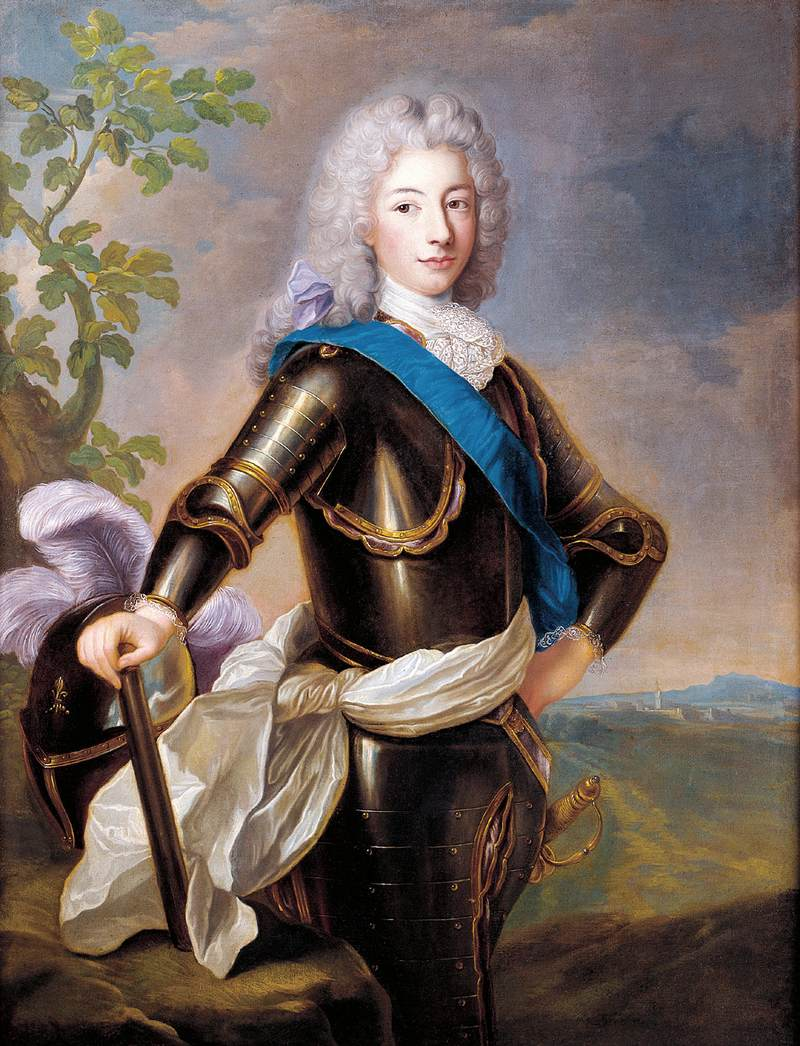
Retrato por Alexis Simon Belle de Louis François I de Bourbon.

Belle estudou primeiro com o seu pai, em seguida, continuou sua formação no ateliê de François de Troy (1645/46-1730), um pintor na corte do rei Jaime II de Inglaterra em Saint-Germain-en-Laye.
Ele começou a produzir trabalhos em Saint-Germain de 1698 até 1701. Este foi um período de paz entre a França e a Grã-Bretanha, e os jacobitas poderiam atravessar o Canal Inglês carregando retratos de Jaime Francisco Eduardo Stuart (que no momento da morte de seu pai em 1701 tornou-se o requerente Jacobite ao trono britânico) e sua irmã, a princesa Luísa Maria Stuart. Troy foi então pintor da corte de Jaime II e só precisava da ajuda de Belle, seu melhor aluno, para produzir todos os retratos encomendados dele.
Em agosto de 1700 Belle ganhou o Prix de Rome, mas continuou trabalhando em Saint-Germain, em vez de viajar para a Itália.
Em 12 de novembro de 1701, Belle se casou com a pintora de miniaturas Anne Cheron (n.1663-1718), quando ele foi descrito como peintre ordinaire du Roy d'Angleterre (pintor comum do rei da Inglaterra).
Belle tornou-se o principal pintor da corte jacobita, onde ele e sua mulher trabalharam. Após a guerra que eclodiu novamente entre Grã-Bretanha e França, em 1702, seus retratos de Jaime Francisco Eduardo Stuart ("The Old Pretender") e sua irmã, a princesa Ana continuaram a ser contrabandeados através do Canal da Mancha, e Belle fez outros trabalhos para os membros do tribunal e para um convento agostiniano inglês em Paris. Existem várias cópias do seu retrato de Jaime Francisco Eduardo Stuart de armadura e de pé ao lado do Canal Inglês, em que há navios de guerra, apontando para as falésias de Dover.
O retrato mais famoso de Jaime Francisco Eduardo Stuart feito por Alexis Simon Belle data de 1712, pouco antes de deixar Saint Germain para Lorena, e o mostra em uma tenda com apretechos militares. Essa imagem do Old Pretender tornou-se padrão e foi muito copiada. Em uma gravura do quadro de François Chéreau, Belle é descrito como peintre de S. M. Brit (pintor de Sua Majestade Britânica). Em 1713, Chéreau também gravou um retrato da princesa Luísa Maria (falecida em 1712) por Belle, que está agora em Sizergh Castle, Cúmbria.
Após o Pretender sair de Saint Germain, Belle ficou lá e pintou alguns dos diplomatas ligados com o Tratado de Utrecht. No entanto, em 1714 ele se juntou a nova corte de Jaime Eduardo em Bar-le-Duc.
Durante os anos de 1716 e 1719, Belle recebeu muitas encomendas de Jacobitas em exílio após o insucesso dos Levantes jacobitas. Até então, o Old Pretender ficava na Itália.

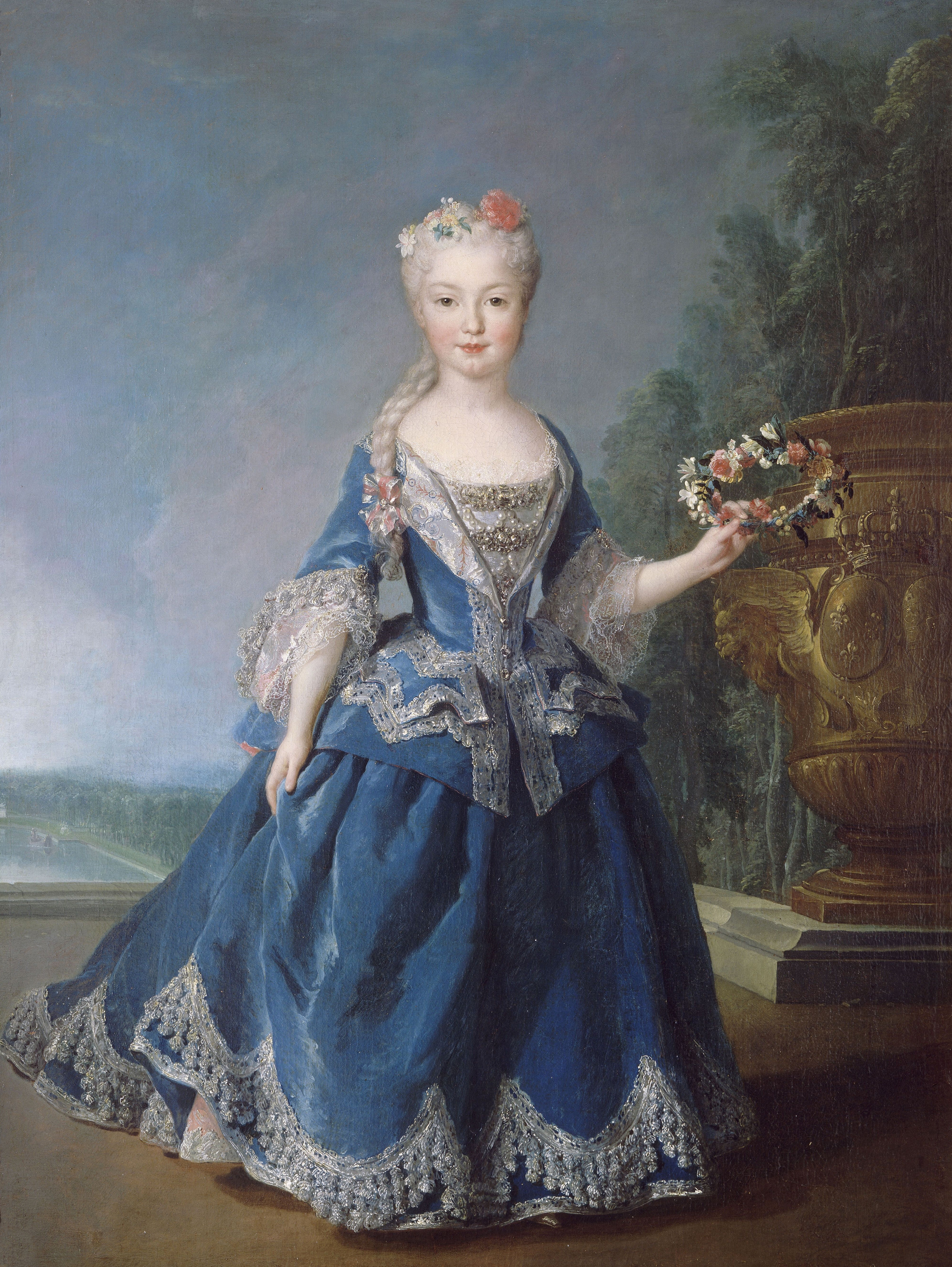
Mariana Vitória de Bourbon, noiva de Luís XV, depois rainha de Portugal

Durante a década de 1720, o trabalho de Alexis Simon Belle era cada vez mais para a nobreza francesa. Pintou o jovem rei Luís XV de França, e muito do seu trabalho foi gravado, mostrando que teve, até então um status elevado na França. Pintou a então noiva de Luís XV, Mariana Vitória de Bourbon que mais tarde ele não se casou, ele trabalhou para os jacobitas na França, e mais tarde em 1724 assinou um retrato de Marie-Charlotte Sobieska (cunhada de Jaime Francisco Eduardo Stuart), com a menção de pictor regis Britann (pintor do reino da Britânia). Em 1731, Belle fez duas cópias de retratos de dois filhos mais novos de Jaime Francisco Eduardo Stuart, o príncipe Carlos Eduardo Stuart e o príncipe Henrique Benedito Stuart.
A primeira esposa de Alexis Simon Belle, Anne Chéron, morreu em abril de 1718. Em 12 de janeiro de 1722 casou-se com a sua segunda esposa, Marie-Nicolle Horthemels, (nascida em 1689, morreu em 1745), gravadora e pintora. Juntos, eles tiveram dois filhos, nascidos em 1722 e 1726, e uma filha nascida em 1730. Com sua nova esposa, Belle viveu tanto entre os jacobitas restantes em Saint Germain, onde possuia uma propriedade, e em Paris na rue du Four.
A irmã de sua segunda esposa Louise-Magdeleine Horthemels (1686-1767) foi uma gravadora importante em Paris durante mais de cinquenta anos e foi mãe do designer, gravador e crítico de arte de Charles-Nicolas Cochin (1715-1790). Outra das irmãs de sua esposa, Marie-Anne-Hyacinthe Horthemels (1682-1727), trabalhou no mesmo campo e era a esposa de Nicolas-Henri Tardieu (1674-1749), um gravador, que era um membro da Academia Real de Pintura e Escultura. A família Horthemels originalmente dos Países Baixos eram os seguidores do teólogo holandês Cornelis Otto Jansen e tinha ligações com a abadia parisiense de Port-Royal des Champs, no centro de pensamento jansenista na França.
Belle e sua esposa Marie-Nicole tiveram um filho, Clément-Louis-Marie-Anne Belle (1722-1806), pintor francés e disenhador de tapetes. O registro paroquial de Saint-Sulpice destaca também o batismo de Climent-Louis:
| “ | Na segunda-feira 7 de Dezembro de 1722 foi batizado Clément-Louis-Marie-Anne, nascido no último 16 de Novembro, filho de Alexis-Simon Belle, pintor do rei na Academia Real de Pintura e Escultura, e de Marie-Nicole Horthemels sua mulher, moradores de rua du Four, o padrinho, e mais grande e mais poderoso senhor Louis-Marie Daumont, duque de Villequier, primeiro homem gentil da cámara do rei, a madrina, a mais alta e poderosa dama Anne-Marie Maxuel, filha do mais poderoso senhor milord o conde de Nisdel e da mais alta e poderosa Winitride Herbet de Montgomery, sua esposa, o pai presente. [Assinatura] Anne Maxuel, Daumont, duque de Villequier, Marie Herbet de Ponis, M.e. de Rieu de Forelle, Belle, Longuet de Gergy, cura de Saint-Sulpice. | ” |
As testemunhas que assinaram são membros do jacobitismo: William Maxwell, Conde de Nithsdale (1682-1744), sua esposa, Winifred Herbert (1690-1749), que havia organizado a fuga do marido da Torre de Londres, em 1716, e sua filha Lady Anne Maxwell (1716-1735). Um fato notável é que o promotor não tinha seis anos. "Herbet Pony" é um erro, como Winifred Herbert era a filha do senhor Powis. William Herbert, 1º Marques de Powis.
Como um retratista Alexis Simon Belle seguiu o estilo de histórico de mestres como François de Troy, Hyacinthe Rigaud e Nicolas de Largillière. Ele foi mestre do pintor Jacques-André-Joseph-Camelot Aved (1702-1766).